# Temora longicornis
Temora longicornis är en kräftdjursart som först beskrevs av Otto Friedrich Müller 1785.  Temora longicornis ingår i släktet Temora och familjen Temoridae. Arten är reproducerande i Sverige. Inga underarter finns listade i Catalogue of Life.